# NGC 3846
NGC 3846 é uma galáxia espiral (Sbc) localizada na direcção da constelação de Ursa Major. Possui uma declinação de +55° 39' 08" e uma ascensão recta de 11 horas, 44 minutos e 28,9 segundos.
A galáxia NGC 3846 foi descoberta em 10 de Fevereiro de 1831 por John Herschel.